# 28. dobrovolnická divize tankových granátníků SS „Wallonien“
28. SS-Freiwilligen Panzergrenadier Division „Wallonien“ byla nástupkyní Wallonisches-Infanterie-Bataillon 373, který vznikl roku 1941 z valonských dobrovolníků.
Když pak byly roku 1943 evropské dobrovolnické jednotky rozpuštěny, mnoho jejích příslušníků přešlo k Waffen-SS. Zde se stali v červenci 1943 základem SS-Sturmbrigade Wallonie (v říjnu 1943 přejmenována na SS-Freiwilligen Sturmbrigade Wallonien).
Po reorganizaci a výcviku se jednotka v listopadu 1943 zapojila do akcí na Dněpru spolu s 5. SS-Panzer Division „Wiking“. V lednu 1944 byla obklíčena s divizemi „Wiking“ a „Das Reich“ v Čerkasské kapse. Jednotkám se podařilo obklíčení prolomit, ale přežilo pouze 632 mužů z původních 2000. Byli odesláni do Wildfleckenu k odpočinku a doplnění. V srpnu 1944 byla poslána k Narvě, kde opět utrpěla těžké ztráty u Tartu.
V říjnu 1944 byla jednotka povýšena na 28. SS-Freiwilligen Panzergrenadier Division „Wallonien“. Jako posily byly k jednotce přiřazeni Francouzi a Španělé (ti měli vlastní rotu nazvanou „Gruppe Ezquerra“ – byla zničena v únoru 1945).
Při ofenzívě v Ardenách sloužila divize jako záloha 6. Panzer Armee. Po jejím neúspěchu bojovala až do dubna 1945 u Stargardu, Štětína a Altdammu. Zbylých 700 mužů se rozdělilo na několik části, kdy jedna ustoupila do Dánska, kde byla zajata Američany (velel jí SS-Oberführer Léon Degrelle, jenž ale uprchl do Španělska). Další části byly zajaty Sověty v Braniborsku a u Schwerinu.

## Velitelé

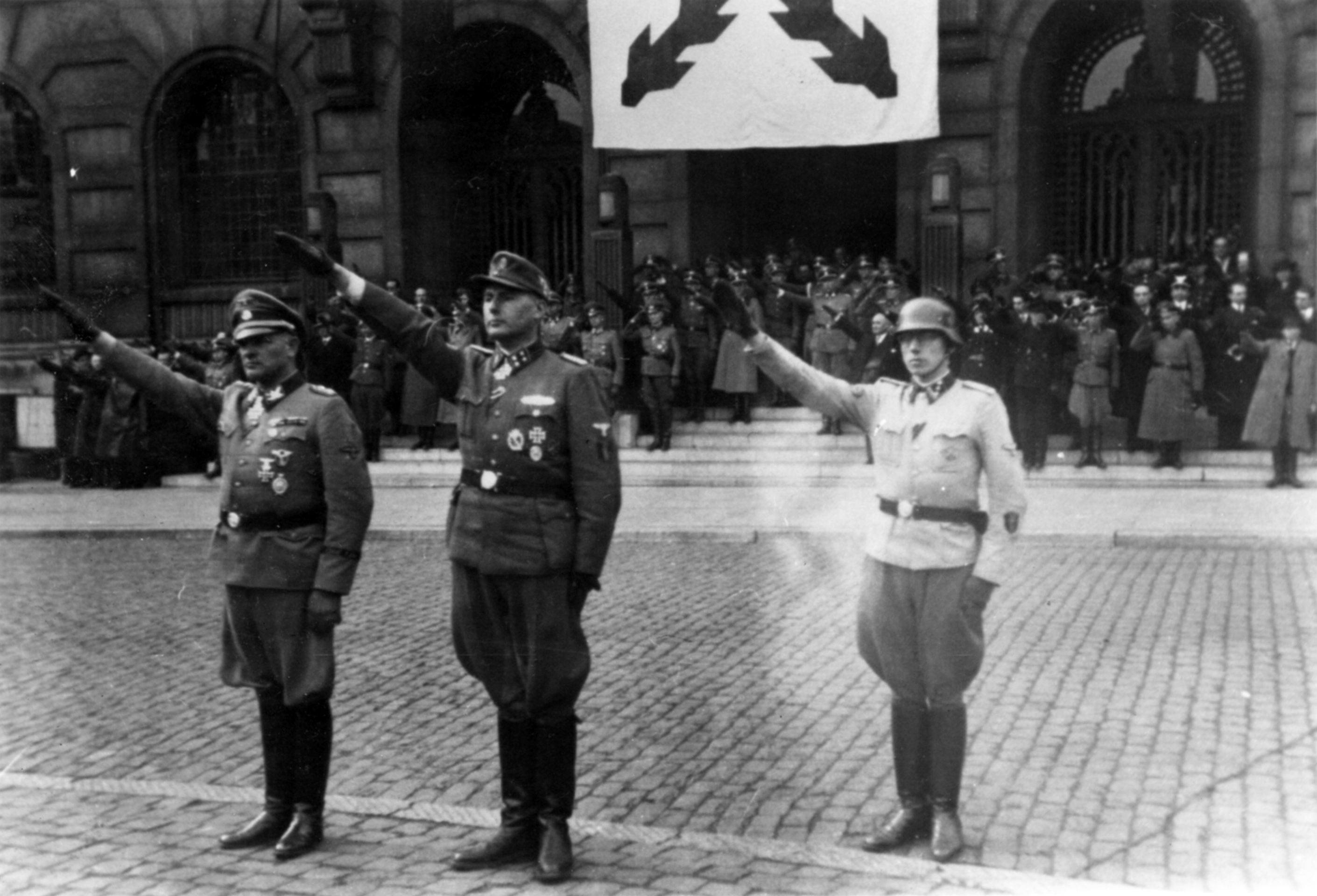
Léon Degrelle (uprostřed)

- Capt.Cdt Georges Jacobs (srpen 1941 – leden 1942)
- Hauptmann B.E.M. Pierre Pauly (leden 1942 – březen 1942)
- Hauptmann George Tchekhoff (březen 1942 – duben 1942
- SS-Sturmbannführer Lucien Lippert (duben 1942 – 13. únor 1944)
- SS-Oberführer Léon Degrelle (14. únor 1944 – 8. května 1945)[1]

## Bojová sestava
- SS-Panzergrenadier-Regiment 69 (69. pluk pancéřových granátníků SS)
- SS-Panzergrenadier-Regiment 70 (70. pluk pancéřových granátníků SS)
- SS-Artillerie-Regiment 28 (28. pluk polního dělostřelectva SS)
- SS-Panzerjäger-Abteilung 28 (28. oddíl stíhačů tanků SS)
- SS-Panzeraufklärungs-Abteilung 28 (28. pancéřový průzkumný oddíl SS)
- SS-Nachrichten-Abteilung 28 (28. zpravodajský oddíl SS)
- SS-Pionier-Bataillon 28 (28. ženijní prapor SS)
- SS-Nachschub-Kompanie 28 (28. zásobovací rota SS)
- SS-Flak-Kompanie 28 (28. rota protivzdušné obrany SS)
- SS-Verwaltungskompanie 28 (28. správní rota SS)
- SS-Sanitäts-Kompanie 28 (28. sanitní rota SS)
- SS-Veterinär-Kompanie 28 (28. veterinární rota SS)
- SS-Ersatz-Bataillon 28 (28. záložní prapor SS)
- SS-Sturm-Bataillon (Útočný prapor SS)
- Kampfgruppe Capelle (Bojová skupina Capelle)

## Početní stavy divize
V prosinci 1944 dosáhla divize síly 4000 mužů.

## Ohlas v populární kultuře
V druhé polovině první dekády 21. století se v prostředí českého internetu rozšířilo virální video s názvem Svatba Jiřího Káry, které je záznamem svatebního obřadu sociálně deklasovaných občanů. Jeden z účastníků svatby (Jiří Floyd Horváth) několikrát zmiňuje právě 28. SS-Freiwilligen Panzergrenadier Division „Wallonien“, čímž se tato jednotka částečně dostala do povědomí i laické veřejnosti.